# Cenek Kottnauer
Cenek Kottnauer, englische Schreibweise des tschechischen Vornamens Čeněk, (* 24. Februar 1910 in Prag; † 14. Februar 1996 in London) war ein tschechisch-britischer Schachspieler.
Kottnauer spielte bereits 1942 und 1943 bei den Turnieren in Prag gegen die seinerzeit besten Schachmeister. Seine ersten bedeutenden internationalen Turniere waren Groningen 1946 und das Tschigorin-Gedenkturnier 1947 in Moskau. 1950 erhielt er von dem Weltschachbund FIDE den Titel Internationaler Meister. 1951 wurde er außerdem zum Internationalen Schiedsrichter der FIDE ernannt.
Mit der Tschechoslowakei nahm er an der Schacholympiade 1952 in Helsinki teil und erzielte mit 12,5 aus 15 (83,33 %) ein hervorragendes Ergebnis. Er erhielt für die beste Leistung am vierten Brett ein Gefäß aus Quarzglas.
Zur Jahreswende 1952/53 gewann er das internationale Weihnachtsturnier in Luzern. Bei dieser Gelegenheit emigrierte er nach England. Die britische Staatsbürgerschaft nahm er 1960 an. Für England trat er dann bei den Schacholympiaden 1964 in Tel Aviv (11,5 aus 18 an Brett 1) und 1968 in Lugano (5,5 aus 12 an Brett 2) an. Später unterrichtete er in London viele junge talentierte Schachspieler, unter anderem die späteren Großmeister Nigel Short, Dharshan Kumaran, Julian Hodgson und Stuart Conquest.
Kottnauer war verheiratet und Vater eines Sohnes.